# Jacinta Marto

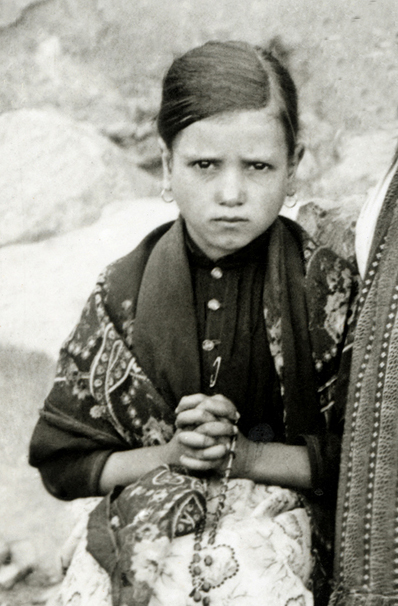
Jacinta, ca. 1917

Jacinta Marto (* 5. März 1910 in Aljustrel, heute Teil von Fátima, Portugal; † 20. Februar 1920 in Lissabon) ist eine portugiesische Heilige, die Zeugin einer Marienerscheinung gewesen sein soll.

## Leben

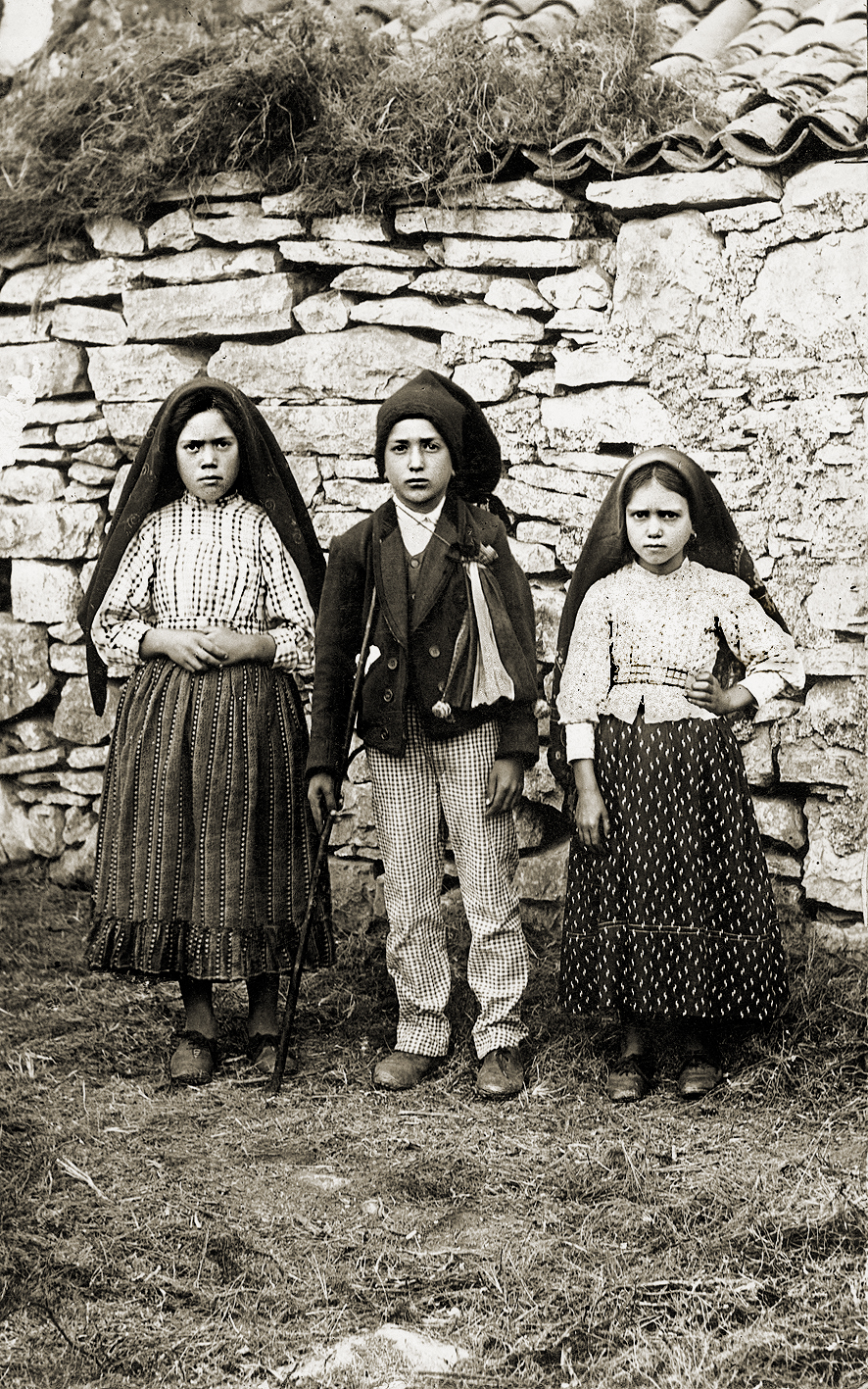
Die drei Hirtenkinder von Fátima: Lúcia (links), Francisco und Jacinta (rechts)

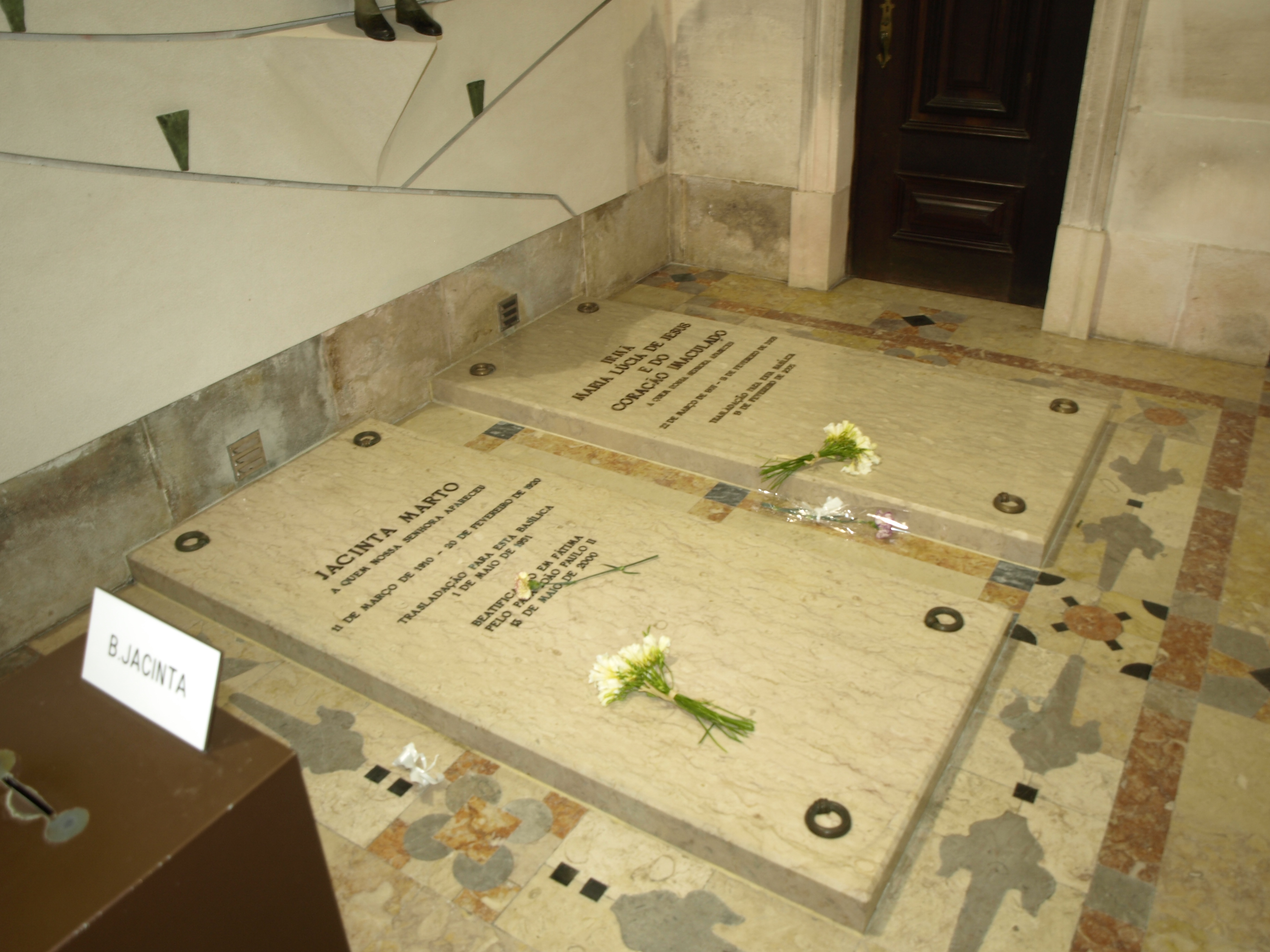
Gräber von Jacinta Marto und Lúcia dos Santos in der Basilika Antiga von Fátima

Sie war das jüngste Kind von  Manuel Marto († 3. Februar 1957) und Olímpia de Jesus († 3. April 1956).
Beim Hüten der Schafe soll ihr 1917 gemeinsam mit ihrem Bruder Francisco Marto und ihrer Cousine Lúcia dos Santos in der Nähe von Fátima (Portugal) dreimal ein Engel erschienen sein. Vom 13. Mai bis 13. Oktober 1917 hatten die drei Kinder Marienerscheinungen am 13. jedes Monats (mit Ausnahme des Monats August, da die Kinder entführt worden waren) in der Cova da Iria (deutsch: Grube der Iria) bei Fátima. Nach ihren Aussagen sah und hörte sie die Erscheinung, die Gespräche führte aber Lúcia.
Im Dezember 1918 erkrankte sie an der Spanischen Grippe, die zu einer eitrigen Brustfellentzündung führte. Krankenhausaufenthalte in Vila Nova de Ourém und Lissabon und eine Operation am 10. Februar 1920, bei der ihr zwei Rippen entfernt wurden, brachten keine Heilung. Nach ihren Angaben ist ihr im Spital wieder mehrmals Maria erschienen.
Am 20. Februar 1920 verstarb Jacinta. Da das Kind einer ansteckenden, eitrigen Krankheit erlegen war, wurde der Leib, mit einer dicken Kalkschicht bedeckt, in einer Gruft begraben. Seit dem 1. Mai 1951 ist sie in der Rosenkranz-Basilika von Fátima bestattet.

## Selig- und Heiligsprechungsverfahren
Anlässlich der Wallfahrt von Papst Johannes Paul II. in Fátima wurde sie am 13. Mai 2000 gemeinsam mit ihrem Bruder Francisco seliggesprochen. Im Verlauf des Verfahrens zur Heiligsprechung erkannte Papst Franziskus am 23. März 2017 ein Wunder an, das der Fürsprache Jacintas und ihres Bruders Francisco zugeschrieben wird. Damit war die letzte Voraussetzung für eine Heiligsprechung der Geschwister erfüllt. Die Heiligsprechung Jacinta Martos erfolgte am 13. Mai 2017 während eines Besuchs des Papstes in Fatima zum 100. Jahrestag der Marienerscheinungen.
Ihr liturgischer Gedenktag ist der 20. Februar.